# Digimon Adventure
Pour les articles homonymes, voir Digimon (homonymie).
Cet article concerne la série télévisée de 1999. Pour le jeu vidéo dérivé, voir Digimon Adventure (jeu vidéo). Pour le court métrage homonyme, voir Digimon Adventure (film). Pour le reboot de 2020, voir Digimon Adventure:.
Autre
Digimon Adventure (デジモンアドベンチャー, Dejimon Adobenchā), connue sous le titre Digimon Digital Monsters, (dit Digimon,,) en France, est une série d'animation japonaise créée par Akiyoshi Hongo et produite par Toei Animation, en coopération avec WiZ, Bandai et Fuji Television. C'est la première saison appartenant à la franchise médiatique japonaise Digimon, basée sur les virtual pet du même nom. L'histoire du dessin-animé suit les péripéties d'enfants qui sont mystérieusement catapultés dans une dimension parallèle appelée le Digimonde, peuplée de diverses créatures ; ceux-ci vivent toutes sortes d'aventures en essayant de trouver un moyen de quitter le monde des « Digimon ».
Elle est initialement diffusée du 7 mars 1999 au 26 mars 2000 pour cinquante-quatre épisodes sur la chaîne de télévision japonaise Fuji TV. Exportée dans plus de soixante pays, dont la France, elle rassemble les trois quarts de l'audience, du 2 septembre 2000 au 23 juin 2001 initialement sur la chaîne télévisée hertzienne TF1 dans l'émission TF! Jeunesse et du 4 septembre 2000 au 3 février 2001 sur la chaîne du câble et satellite Fox Kids. Cette série est rediffusée jusqu'au tournant des années 2000 par différents diffuseurs francophones. Un long métrage, Digimon, le film, sort le 4 avril 2001 en France et rapporte plus de seize millions de dollars à travers le monde.
Elle devient ainsi un phénomène sociétal et culturel chez un public majoritairement jeune,, et à la suite du succès, une seconde saison est produite en 2000. De nombreux produits dérivés sont commercialisés, incluant jouets, peluches, cartes à collectionner, mangas, magazines, costumes, fournitures scolaires, gadgets, accessoires, albums, cassettes vidéo, DVD, et jeux vidéo principalement distribués par la branche commerciale japonaise Bandai. En France, de nombreux coffrets et éditions individuelles en VHS et DVD sont parus chez TF1 Vidéo dès 2001 et LCJ Éditions à partir de 2007.
La série animée est adaptée par la société Saban Entertainment. À la suite de la redistribution des propriétés, c'est Toei Animation qui se charge de la distribution de Digimon en France.
Pour la 15e année de la franchise Digimon, une adaptation éponyme sur console portable PlayStation Portable est commercialisée le 19 janvier 2013. Une suite en six OAV intitulée Digimon Adventure tri. est projetée au Japon en exploitation limitée de 2015 à 2018.
Pour le 20e anniversaire de la série, un ultime volet en film intitulé Digimon Adventure: Last Evolution Kizuna sort dans les salles japonaises et françaises en 2020. Un reboot homonyme est diffusé à cette même période. Dans un élan de relance, Toei Animation Europe distribue en 2020 dix productions inédites de la marque Adventure en SVOD, à la télévision ou au cinéma en France.
La version française intègre le catalogue à la demande de ADN le 21 février 2020 et l'intégrale fait l'objet d'une diffusion événement attirant près de 400 000 spectateurs uniques le 19 septembre 2020 (voir Marathonmon). La version japonaise intègre Crunchyroll, le 21 janvier 2021 et ADN le 7 mars 2024. Digimon est également diffusée en français depuis le 13 juin 2022 sur Pluto TV. En 2023, Bandai France relance la gamme de jouets Digimon: Digital Monsters en grande distribution.

## Scénario

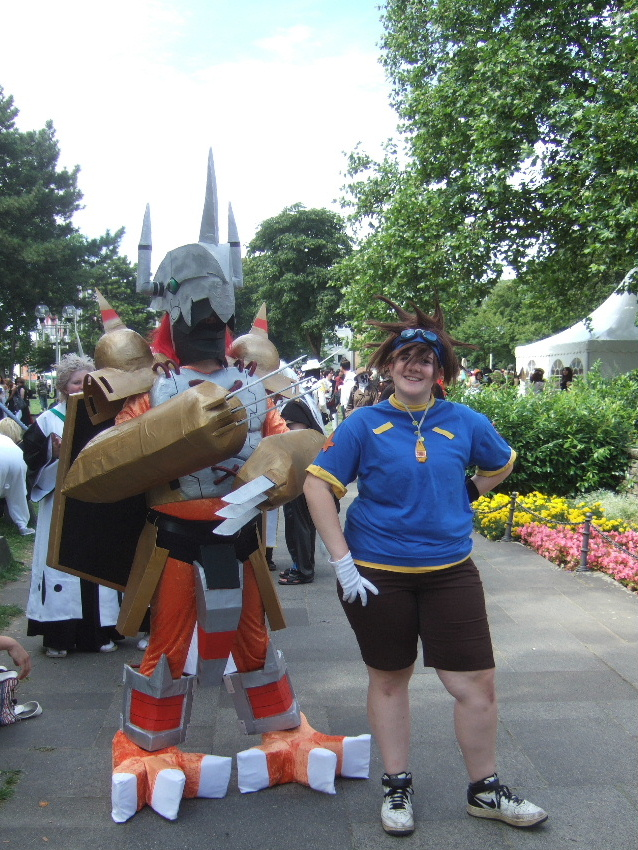
Costumes de Tai (à droite) et Wargreymon (à gauche) à la convention annuelle AnimagiC, en Allemagne.

La série conte initialement l'histoire de sept protagonistes, plus précisément des digisauveurs, nommés Taichi « Tai » Kamiya, Sora Takenouchi, Yamato « Matt » Ishida, Takeru « T.K. » Takaishi, Koushiro « Izzy » Izumi, Mimi Tachikawa et Joe Kido,,,. Tandis qu'ils passent le temps dans leur colonie de vacances d'été, de la neige accompagnée de mystérieux petits objets tombent du ciel,. Chaque enfant ayant respectivement acquis son objet, ils sont aspirés par surprise dans un portail dimensionnel et atterrissent par la suite dans un monde uniquement composé de données numériques, connu sous le nom de « digimonde », parallèle au « monde réel ». À peine atterri, les enfants découvrent leurs Digimon respectifs dévoués à les protéger et voués à combattre de différents et puissants antagonistes menaçant le digimonde. De leur côté, les sept digisauveurs doivent apprendre par eux-mêmes la raison pour laquelle ils ont été choisis et apprendre à devenir plus forts en « écoutant leur cœur » ; pour ce faire, ils doivent trouver leur symbole respectif correspondant à leur personnalité, en même temps qu'ils apprennent à leur Digimon à changer d'apparence et devenir temporairement plus fort. Au fil des épisodes, certains thèmes comme la mort, l'auto-sacrifice et les problèmes familiaux sont abordés.
Ils affrontent plusieurs Digimon contrôlés par le premier antagoniste de l'anime, Devimon. Ce dernier contrôle une partie du digimonde appelée l'Île des Fichiers Binaires, à l'aide de « roues noires », en compagnie de ses deux sbires — Ogremon et Leomon. Devimon est par la suite vaincu par Patamon, sous la forme d'Angemon, qui se matérialise en œuf et reviendra sous la forme d'un bébé Digimon. À la suite d'événements, Leomon et Ogremon se rangeront du côté des protagonistes. Ces derniers affrontent un deuxième antagoniste, Etemon, un Digimon à l'apparence d'un primate, qu'ils enverront dans un réseau digital dans lequel il errera avant de revenir sous une forme plus puissante, celle de MetalEtemon. Plus tard, il est appris que de nombreux Digimon maléfiques ont traversé une porte dimensionnelle menant au monde réel, et les digisauveurs s'empressent d'y accéder en gagnant face au gardien de cette porte, Dokugumon. Ils reviennent à leur ville d'origine qu'est Odaiba, au Japon. Tandis qu'ils sauvent leur monde face à la menace des Digimon maléfiques, un huitième membre, Kari Kamiya, la petite sœur de Tai, se joint à eux dans leur lutte, avec sa désormais partenaire Gatomon ; qui deviendra officiellement la partenaire de Kari après que son ancien maître, Myotismon, ait été vaincu,.
Entretemps, un groupuscule de quatre Digimon, nommé les maîtres de l’ombre, composé de MetalSeadramon, Puppetmon, Machinedramon et de Piedmon, prend le contrôle du digimonde. Une fois tous les Digimon maléfiques vaincus dans le monde réel, les digisauveurs reviennent dans le digimonde pour combattre, étape par étape, ces quatre membres et finalement affronter l'antagoniste final et créateur de ce groupuscule, Apocalymon, vraisemblablement composé de Digimon maléfiques vaincus par les digisauveurs. Apocalymon annihilé, les enfants retournent dans le monde réel laissant leur partenaire derrière eux après avoir pris une photo en souvenir. Plus tard, quatre ans dans les faits, ils se retrouvent dans la deuxième saison Digimon Adventure 02 aux côtés de nouveaux protagonistes.

## Personnages
Digimon Adventure raconte les aventures d'un groupe de huit protagonistes enfants, âgés entre 8 et 11 ans, engagés dans une lutte contre toutes les menaces impliquant le digimonde, et sont aidés de leurs Digimon respectifs. Chacun d'entre eux possède un digivice et un symbole propre caractérisant sa personnalité. Ils font par la suite la rencontre de nombreuses formes de vies digitales qui les aident dans leur quête, comme Gennai, un mystérieux et vieil homme composé de données numériques guidant le groupe des Digisauveurs dans ses aventures.

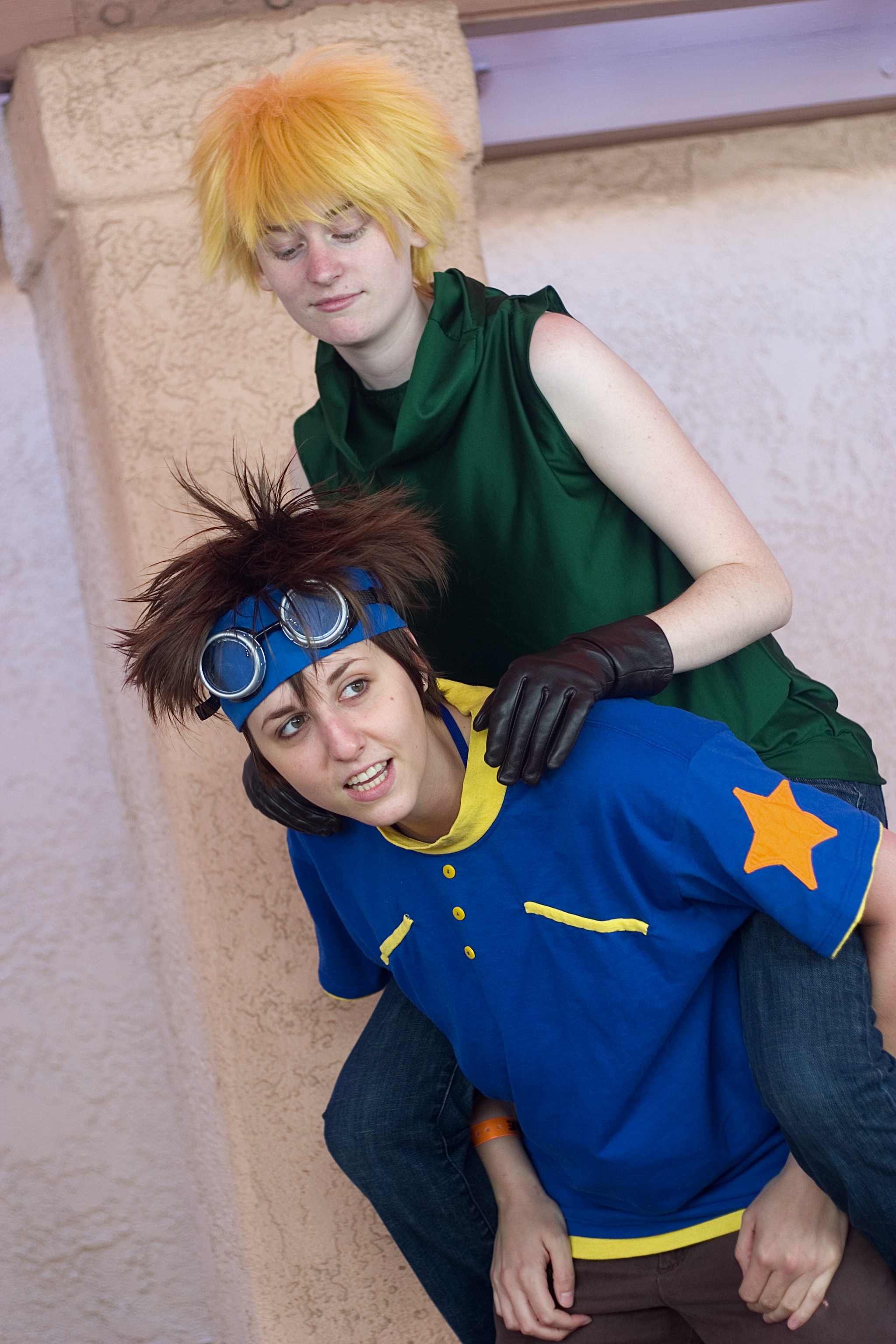
Costumes de Matt Ishida (en haut) et Tai Kamiya (en bas), deux des protagonistes de la série.

Les noms et terminologies dans la version française (2000) proviennent de la localisation officielle française du virtual pet Digimon,, le produit initial commercialisé depuis 1997 et des cartes à jouer Digimon, distribuées dès 1999 par la branche commerciale Bandai France,, suivie par Toei Animation et Bandai Toys avant même toute implication de l'adaptation américaine de l'animé ; en de rares occasions, l'équipe de Saban Entertainement est consultée pour adapter certains noms et toutes les décisions finales sont prises par les japonais,. Ces noms sont internationalisés dans les doublages basés sur la version américaine, ou non. Toei Animation avait la conviction qu'ils finiraient par intégrer des digisauveurs venant du monde entier, alors les nationalités et l'action générale prend toujours place au Japon et pour les noms des enfants, il s'agit ici que de diminutifs.
- Taichi « Tai » Kamiya (八神 太一, Yagami Taichi?) est le meneur du groupe des digisauveurs, aventureux, sportif, charismatique, dont le partenaire est Agumon (アグモン?). Il possède un digivice orange et le symbole du courage[53].
- Yamato « Matt » Ishida (石田 ヤマト?), est un garçon posé, réservé, bien que très vigilant dans son aventure dans le digimonde, dont le partenaire est Gabumon (ガブモン?)[54]. Il possède un digivice bleu et le symbole de l'amitié.
- Takeru « T.K. » Takaishi (高石 タケル?) est le plus jeune membre du groupe, généreux, et également le frère de Matt, dont le partenaire est Patamon (パタモン?)[55]. Il possède un digivice jaune et le symbole de l'espoir.
- Mimi Tachikawa (太刀川 ミミ?) est une jeune fille fondamentalement bienveillante, innocente, charmante et appréciée de tous, bien qu'un peu égocentrique et excentrique, dont la partenaire est Palmon (パルモン?)[56]. Elle possède un digivice vert dont le symbole est la sincérité[57].
- Sora Takenouchi (武之内 空?), garçon-manqué, figure autoritaire du groupe, et meilleur ami de Tai, dont la partenaire est Biyomon (ピヨモン, Piyomon?)[58]. Son digivice est rouge et son symbole est l'amour.
- Joe Kido (城戸 丈?), étudiant modèle toujours inquiet pour lui et ses amis, dont le partenaire est Gomamon (ゴマモン?) et possédant un digivice noir dont le symbole est la responsabilité[59].
- Koushiro « Izzy » Izumi (泉 光子郎?) est un passionné d'informatique qui ne sépare jamais de son ordinateur dont le partenaire est Tentomon (テントモン?) avec un digivice violet et ayant pour symbole la connaissance.
- Kari Kamiya (八神 ヒカリ, Yagami Hikari?) la petite sœur de Tai qui les rejoindra plus tard dont le Digimon est Gatomon (テイルモン, Tailmon?) et possédant un digivice rose, dont le symbole est la lumière.

## Développement

### Concept et réalisation

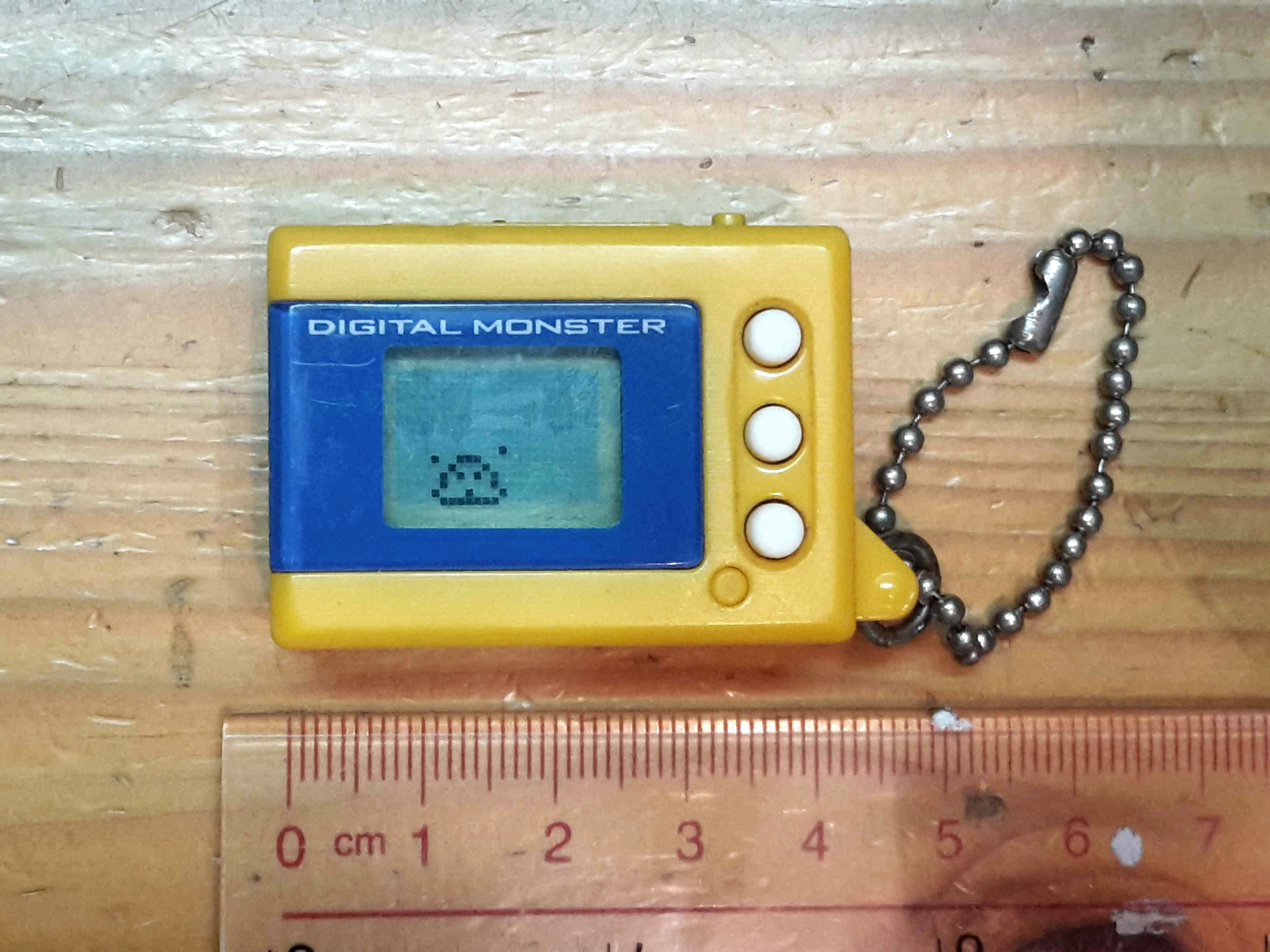
Un virtual pet ayant inspiré la série animée.

La franchise médiatique Digimon est conceptualisée par Akiyoshi Hongo, à l'origine des virtual pets. Cette première saison télévisée dérivée de cette franchise incombe les réalisateurs Hiroyuki Kakudō et Yukio Kaizawa. Lors d'une entrevue[à définir] avec l'un des scénaristes de la série, Satoru Nishizono, celui-ci explique que l'idée d'un projet de série télévisée date de l'été 1998, plus précisément d'août, et que les producteurs avaient l'idée d'un script similaire à celui de l'ouvrage Deux Ans de vacances de l'écrivain français Jules Verne. De son côté, Nishizono, du fait que la série cible principalement les enfants, se doit de créer des personnages qui les représentent aussi bien physiquement que psychologiquement. Pour leurs noms, il a l'idée de créer des kanjis liés à la chance. Le design des personnages est réalisé par Katsuyoshi Nakatsuru, travaillant à cette époque chez Toei Animation, et qui s'occupera par la suite de celui des personnages des trois saisons suivantes de l'anime. Certaines villes japonaises telles que Tokyo et Odaiba ont été retranscrites dans la plupart des épisodes lorsque les enfants passent du digimonde au monde réel. Hiroyuki Kakudō, l'un des réalisateurs de la série, explique qu'il tentait de montrer ces villes d'une manière aussi « réaliste que possible » ; de ce fait, et avant la réalisation des épisodes, lui et son équipe ont visité ces villes pour y capturer quelques prises de vue.

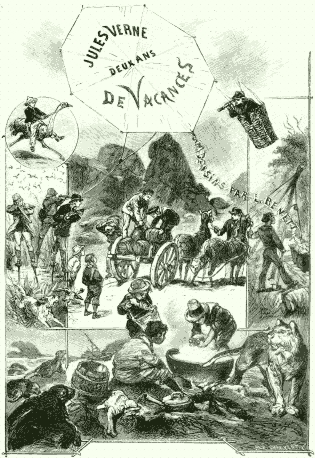
Illustration par Léon Benett de Deux Ans de vacances par Jules Verne, l'inspiration de la série animée.

Selon Hiromi Seki, productrice de la série, ce qui font d'eux des monstres uniques sont le design de leurs yeux et le fait qu'aucun d'eux n'est réellement décrit comme « mignon ». Ce bien que plusieurs espèces de Digimon aient une féminité ou une masculinité évidente dans leur nom d'espèce ou leurs caractéristiques annexes, ils ne sont pas différenciés en mâle ou en femelle. Les Digimon possèdent un cycle de vie permanent. Lorsqu'ils font usage de leur puissance au-dessus de leurs limites, sans que cette dernière ne soit naturellement épuisée, ou lorsqu'ils sont blessés d'une manière critique, ils se matérialisent en digi-œuf grâce à leurs données digitales et redémarrent une nouvelle vie. Habituellement, les Digimon renaissant à partir d'un digi-œuf et ne possèdent aucun souvenir de ce qu'ils ont vécu auparavant dans leur vie antérieure à la suite des dommages qui ont été infligés à leurs données. Lorsque des dommages consécutifs internes ou externes sont infligés aux données d'un Digimon, ce dernier meurt. Dans la série, si les données des Digimon sont elles aussi mortelles et périssables, dans les dialogues de la version américaine, une nuance est toujours ajoutée, bien que le thème de la mort et le deuil restent présents.

### Popularisation et suite
La série animée éponyme est diffusée par la suite pendant plus d'un an à partir du 7 mars 1999 sur Fuji Television et contribue principalement à la popularité de la franchise Digimon,. En mars 2000, plus de quatre-vingt-dix compagnies ont conclu un partenariat avec la franchise pour en faire sa promotion. Elle devient ainsi un phénomène sociétal et culturel chez un public majoritairement jeune,,, mais est néanmoins critiquée dans plusieurs pays pour sa violence,, et son incitation à la consommation,,.
Elle marque une importante rivalité commerciale et sociale avec une autre série animée considérée comme son concurrent direct Pokémon,,, les deux séries présentant des protagonistes enfants combattant aux côtés de monstres,,, suspectant sa période de sortie ainsi que le thème identique des monstres, malgré les différences qui séparent ces deux séries. Originellement, Digimon apparaît sous la forme d'un jouet le 26 juin 1997, la même année durant laquelle Pokémon est apparu à la télévision, mais sa mise au point, cependant, date de deux ans avant sa sortie en grande surface. Après la conception de ce jouet, Digimon devient une série de mangas, puis de jeux vidéo avant d'être diffusée à la télévision. Décrit comme « l'autre « mon » » par Juan Castro, rédacteur au site IGN, celui-ci souligne le succès incomparable de Pokémon comparé à Digimon, malgré un public déjà bien large pour ce dernier,. Son collègue, Lucas M. Thomas, explique que la « compétition et la comparaison constante » entre ces deux séries « reposent sur la complexité du mécanisme de l'évolution comparé à celle de la digivolution. » et des similitudes conceptuelles et stylistiques entre les deux franchises sont d'ailleurs notées,. Pour Le Monde en 2000, « dans les cours de récréation, les enfants n’opposent pas vraiment les deux familles ». En 2000, les responsables de Toei Animation se félicitent néanmoins que le boom des ventes de Digimon dépasserait celui de son « rival » Pokémon pendant la période des soldes au Japon. Digimon parvient à concurrencer et supplanter Pokémon en termes d'audience télévisuelle et de ventes de jouets à quelques reprises au cours des années 2000,,.
C'est à la suite du succès rencontré en Amérique du Nord que la société japonaise Bandai décide de revoir sa stratégie marketing afin de réitérer ce succès et d'étendre ses activités à un marché mondial « Plutôt que d'être un simple engouement de courte durée, nous avons la conviction que le boom Digimon à l'international fera de ces personnages des incontournables destinés à rester en place pendant longtemps ». En Europe, la société Bandai lance la série d'abord sur les chaînes télévisées britanniques, espagnoles et portugaises, avant de les programmer pour les chaînes télévisées françaises, italiennes, allemandes, et pour les pays scandinaves, respectivement. Le 24 mars 2000, Fox Kids Europe acquiert les droits exclusifs de Digimon auprès de Toei Animation pour notamment le Royaume-Uni et la France. Au Brésil, le réseau TV Globo qui manque l'achat de Pokémon, s'offre Digimon l'année suivante pour 800 000 BRL (équivalent à 614 690 $ en 2022), soit la vente la plus chère de la télévision brésilienne pour un dessin-animé, afin de casser les clauses contractuelles imposant une diffusion à partir de septembre. La chaîne y voit l'occasion de concurrencer le boom Pokémon et de sauver ses matinées, dès les vacances scolaires de juillet 2000.
L'engouement des médias autour de la franchise Digimon et de la Pokémania commence à décliner en 2001, aucun jeu Pokémon majeur ne paraît avant juillet 2003. Néanmoins Pokémon se vend toujours bien, du fait du renouvellement de son jeune public et de son concept, mais ne représente plus un phénomène. La franchise médiatique Digimon, elle, connaît plusieurs échecs au Japon à partir de 2001 et notamment avec Digimon Tamers, sa 1re itération animée à rompre la continuité scénaristique de l'univers Adventure, avec de nouveaux personnages et un nouvel environnement, cette production connaît un accueil mitigé des premiers spectateurs,,,. Alex Cline de AIPT Comics parle d'« enfants en colère », elle est instantanément rejetée et les différentes itérations qui suivent connaissent un accueil « très défavorable pour s'être écartés des formules antérieures auxquelles [ce] public était habitué » ; la franchise tombe peu à peu en désuétude auprès de ces premiers spectateurs et chute totalement autant au Japon — en ventes, audiences et au box-office — dès l'année suivante,,, qu'auprès des médias internationaux et français,. Digimon quitte l'antenne de la chaîne japonaise Fuji Television en 2003 ; il faut attendre 2021 pour que, pour la première fois depuis 2002 au Japon, la fin d'une série de la franchise Digimon soit suivie du début d'une autre.
En 2002, 54 % des recettes de la franchise Digimon proviennent alors de l'exploitation hors des frontières japonaises et tandis que la franchise s'essouffle totalement au Japon à cette période, elle reste populaire aux États-Unis jusqu'au milieu des années 2000.
En septembre 2012, la société américaine Saban Brands acquiert entièrement les droits de la série animée hors des frontières japonaises,. Le 1er août 2014, une suite de cette saison est annoncée lors d'un événement célébrant la 15e année d'existence de la franchise, ; Digimon Adventure tri. relate en six OAV, de 2015 à 2018 au Japon, les années lycée des huit protagonistes (voir section). Elle conduit à la production du long métrage Digimon Adventure: Last Evolution Kizuna, qui en constitue la suite et la fin, sorti en 2020 (voir section). Un reboot intitulé Digimon Adventure: (2020) est diffusé dans la foulée sur Fuji Television au Japon, en soixante-sept épisodes de 2020 à 2021 et est synonyme d'essor général de la marque avec une hausse significative des ventes des produits dérivés.

### Version française
La chaîne télévisée hertzienne TF1 souhaite se démarquer des années Dorothée, dont les programmes étaient souvent accusés, par plusieurs instances, d'être ultra-violents. La chaîne ne voulait plus d'anime et de dessins animés violents et le bloc TF! Jeunesse, le fruit du travail de la directrice de l'unité jeunesse de la chaîne, Dominique Poussier, fait alors place aux productions feel-good, portées par des programmes majoritairement européens. Le bloc jeunesse rencontre un succès immédiat.
En France, le phénomène médiatique de « Pokémania » se lance grâce aux cartes à collectionner et aux jeux vidéo durant la période de Noël 1999. C'est sur les conseils de Haim Saban, regrettant de ne pas avoir acheté la série dérivée, que TF1 révise son jugement en diffusant la série japonaise animée Pokémon en janvier 2000 dans TF! Jeunesse, où le bloc atteint alors son apogée en audience. En septembre 2000, Digimon est la seconde série japonaise qui intègre TF! Jeunesse grâce à ce phénomène. Fort de leur succès, des épisodes inédits de ces deux séries sont présentés à l'antenne en prime-time le soir de Noël 2000 ; Génération Albator sur France 3, contrairement à ce qui avait été annoncé, n'est diffusé que le lendemain soir. Digimon connaît le plus fort taux de croissance en 2001, en passant d'un volume horaire de dix heures à plus de quarante-deux heures ; un niveau horaire atteint pour de l'animation japonaise comparable à celui observé en 1996 avant la disparition du Club Dorothée. Les autres chaînes investissent ensuite également sur le créneau des animes mettant en scène une quête comme Sakura sur M6 ou s'appuyant sur des produits dérivés à collectionner, comme Beyblade sur France 3.
Avec l'érosion de la Pokémania en 2001, TF1 arrête sa diffusion en quotidienne de Pokémon. En 2002, la troisième série Digimon Tamers et ses dérivés ne rencontrent pas le succès commercial escompté tant au Japon qu'en France,,, et Fox Kids déprogramme la diffusion quotidienne de cette nouvelle itération, pour des rediffusions des deux premières saisons au bout d'un mois, cette proposition qui rompt avec l'univers Adventure ne prend pas et n'est pas diffusée sur la première chaîne nationale ; cette première saison ainsi que les deux suivantes connaissent une longévité chez des diffuseurs comme Fox Kids, Jetix et la nouvelle chaîne du groupe TF1, Tfou TV, jusqu'en 2008 et également en DVD jusqu'au tournant des années 2000; la saison une de Digimon en version française connaît une popularité pérenne sur la plateforme à la demande ADN dès 2020,.
La version française, comme pour la plupart des anime commerciaux des années 2000, est basée sur une localisation dite « américanisée ». Cette version américaine aura ses reproches de la part d'une presse spécialisée et des puristes, dont en France,. L'un de ces reproches autour de cette version, licenciée et doublée par Saban Entertainment, est la particularité d'avoir modifié une partie des dialogues, en incluant des jeux de mots pour désamorcer la tension dramatique de certaines scènes, à des moments à l'origine sans parole, ainsi que les personnalités de certains personnages. D'autres y voient un effet comique qui a contribué au succès de la série,. Elle a également été éditée, dont sur les représentations d'armes à feu dans l'épisode 43 et une nouvelle partition musicale a été adoptée.
« La version française, un tout autre anime », d'après Manga News, qui avance comme argument le manque de comédiens pour autant de créatures douées de parole et incombe plutôt la SOFI, le studio de doublage responsable de la série. Chaque comédien module leur voix, dont pour ne pas répéter le jeu, en adoptant quelquefois un ton plus décalé et burlesque que la version américaine ; une approche perçue comme davantage proche du doublage de cartoon.
Cette version rencontre un succès immédiat auprès de la cible commerciale. En octobre 2001, Donald Reignoux est élu 7e meilleur comédien de doublage de l'année 2000-2001, lors du 8e Anime Grand Prix français du magazine Animeland organisé sur la base de 1 700 bulletins de vote, mentionnant notamment sa prestation en tant que Tai dans Digimon. DVDTalk note que « les voix sont bien choisies et les acteurs jouent avec conviction ». Manga News souligne que « les prestations des comédiens ne sont pas vraiment à remettre en cause. C'est même de grands noms qui officient sur les personnages principaux : Donald Reignoux se montre très convaincant sur [Tai] tandis qu'Alexis Tomassian campe un [Matt] fidèle au caractère original du personnage. Le reste du casting n'est pas en reste, chacun se livrant globalement à une bonne prestation. ».
Début 2020, une dynamique française de la marque se met en place avec notamment la ressortie des premières saisons en français sur Animation Digital Network (ADN), une plateforme de vidéo à la demande. La première série VF bénéficie d'un regain d'intérêt immédiat et est, trois ans après, le programme pour tous publics le plus populaire du catalogue d'ADN. Cette diffusion est initialement introduite en marge de la sortie nationale au cinéma de Digimon Adventure: Last Evolution Kizuna en septembre 2020 avec le distributeur CGR Events, un 1er ballon d'essai exploité en distribution événementielle à travers la France,, le film enregistre un bilan positif pour le distributeur,. Cependant, il est proposé en version originale et avec un doublage français ne reprenant pas les voix des séries télévisées; sans continuité ni cohérence vocale pour le public visé, cette exploitation des « dernières aventures de Tai et Agumon » divise l'opinion de son cœur de cible, l'ayant droit français Toei Animation n'exploite pas le film ni cette première adaptation sur d'autres supports — en DVD ou en vidéo à la demande. La franchise restera néanmoins active sur les plateformes et à la télévision. Dans l'ensemble, les nouvelles propositions sur lesquelles reposait la stratégie de Toei Animation pour la France peinent à fédérer et à trouver un public,. En 2023, après trois ans d'indécision et une mise sur le marché avortée, Bandai relance la marque Digimon: Digital Monsters en France avec une gamme de jouets articulés dérivée de ce premier dessin-animé en grande distribution, les Anime Heroes,,.

## Média

### Épisodes
Digimon Adventure compte un total de cinquante-quatre épisodes d'une durée d'approximativement 20 minutes, produits par Toei Animation, et initialement diffusés du 7 mars 1999 au 26 mars 2000 sur la chaîne télévisée japonaise Fuji Television,,,,. Les épisodes sont réalisés par Hiroyuki Kakudō et produits par Keisuke Okuda, puis accompagnées de musiques composées par Takanori Arisawa et des personnages réalisés par Katsuyoshi Nakatsuru,.

Logotype original de la série.

Hors des frontières japonaises, la série est diffusée à l'international, à commencer par le continent asiatique et des localités telles que Hong Kong, Taïwan, les Philippines, Singapour, l'Indonésie et la Corée du Sud. En Inde, ce sont des chaînes de télévision telles que Cartoon Network, et Spacetoon Kids TV qui diffusent la série. Aux Philippines, la série est diffusée sur Cartoon Network et ABS-CBN Amazing Morning. En Océanie, la série est diffusée en Australie sur les chaînes Network Ten et Go. Au Moyen-Orient, la série est doublée en arabe, éditée au studio syrien Venus Production, renommée Digital Heroes, puis diffusée dans le continent sur la chaîne télévisée Spacetoon. La série est également diffusée TV7, la Télévision tunisienne 1 (TV7) dès 2002
Sur le continent nord-américain, plus précisément aux États-Unis, la première saison est initialement diffusée du 14 août 1999 au 24 juin 2000 sur Fox Kids dans des cases jeunesses telles que Made In Japan et Anime Invasion, et sur le réseau de la Fox. Au Canada, la série est diffusée sur la chaîne anglophone YTV. Sur le continent sud-américain, la série est diffusée sur des chaînes télévisées telles que Fox Kids au Mexique, Televen au Venezuela, Televicentro au Honduras, et Caracol Televisión en Colombie. Au Brésil, la série est diffusée sur TV Globo et Fox Kids.
En Espagne, la série est diffusée sur Antena 3 du 28 février au 3 mars 2000, puis La 2 à partir du 3 avril 2000 et Fox Kids à partir de juin 2000, FDF et Boing. Au Portugal, la série est diffusée sur TVI, SIC, et Canal Panda. En Italie, la série a été diffusée sur Rai 2 à partir de septembre 2000. Aux Pays-Bas, elle est diffusée sur Fox Kids. En Flandre, elle était diffusée sur les chaines Fox Kids et VTM dès le 20 novembre 2000 et plus tard sur Kanaal Twee. En Norvège et en Suède, ce sont les versions norvégienne et suédoise de TV3 qui diffusent pour la première fois la série dans ces pays. En Pologne, elle est diffusée sur TV4, Fox Kids, Jetix, et TV6. En Allemagne, la série est diffusée depuis sa première parution en 2000 sur la chaîne télévisée RTL II, au Royaume-Uni, la série est diffusée sur Fox Kids et le réseau ITV à partir du 1er avril 2000,,
En France, Digimon, est diffusée pour la première fois du 2 septembre 2000 au 23 juin 2001 sur la chaîne télévisée hertzienne TF1, dans l'émission pour enfants TF! Jeunesse,, chaque samedi matin. Durant la même période, la série est diffusée sur la chaîne du câble et satellite Fox Kids du 4 septembre 2000 au 3 février 2001,,; la chaîne devient Jetix à partir de février 2004, avec des rediffusions des séries Digimon jusqu'en 2009, la série animée est aussi rediffusée sur la chaîne du satellite Tfou TV, de 2003 à début 2008.
Les épisodes entièrement doublés pour Fox Kids France ont des coupures propres sur TF1, le bloc jeunesse de la 1re chaîne étant soumis à une régulation très stricte (comme cela a été et est toujours le cas pour tous les programmes destinés à la jeunesse et notamment sur Pokémon ou encore Captain Tsubasa) et certains sont ignorés dans la diffusion (dont les épisodes 38 à 40). Ces coupures ne concernaient que TF1, les cinquante-quatre épisodes au complet sont diffusés intégralement en rediffusion, à l'international, en DVD et en VOD.
En Belgique francophone, elle est diffusée sur la chaîne Club RTL à partir de 2001, à 17 h 30 en semaine,. En Suisse romande, la série est diffusée sur TSR 1 et TSR 2 dans l'émission pour enfants Les Zap. Au Québec, la série est diffusée à partir du 4 septembre 2000 sur la chaîne francophone Télétoon, du lundi au dimanche à 7 h du matin et à 16 h 30. La série est également diffusée sur Antilles Télévision dès 2001.

### Audiences
En France, Digimon recueille 70 à 75 % de part d'audience durant sa première année de diffusion sur TF1 et Fox Kids,. Sur TF1, Digimon connaît le plus fort taux de croissance en 2001, passant d'un volume horaire initiale de plus de dix heures en 2000 à plus de quarante-deux heures. Un niveau horaire atteint pour de l'animation japonaise comparable à celui observé en 1996, avant la disparition du Club Dorothée.
Au Japon, elle réalise sur Fuji TV une audience maximale de 13,7 % et minimale de 7,9 %, avec une moyenne de 11,2 %. Aux États-Unis, la chaîne remporte un très fort succès chez les téléspectateurs âgés entre 6 et 11 ans, dépassant ainsi ses chaînes concurrentes ABC, Kids' WB, et Nickelodeon. Au Royaume-Uni, les épisodes de la série se classent systématiquement dans le top 10 des audiences hebdomadaires de la chaine Fox Kids entre 2000 et 2003. En Allemagne, elle attire jusqu'à 70% de part de marché dans la tranche démographique cible (3  à   13 ans) de la case de l'après-midi de la chaine, Pokito.

#### Vidéo à la demande
En Amérique du Nord, la série intègre pour la première fois le catalogue d'une plateforme de vidéo à la demande avec Netflix, du 3 août 2013 au 1er août 2015 en anglais, et en VO. La série intègre au fil des années les catalogues de Crunchyroll, Funimation ou encore Hulu,.
En France, Digimon Digital Monsters, en version française intègre le catalogue de la plateforme Anime Digital Network, le 21 février 2020 en SVOD payante; puis en VOD gratuite dès 14 septembre 2020, à l'occasion de la sortie nationale de Digimon Adventure: Last Evolution Kizuna. La plateforme propose une version hybride qui remplace le générique français (de Claude Vallois) par les génériques japonais. Les sources d'image des épisodes restent sensiblement identiques aux DVD français de TF1 Vidéo et de LCJ Editions. La version française est acquise pour une diffusion sur Pluto TV (France), en AVOD linéaire sur un canal dédié dès le 13 juin 2022 et en SVOD payante sur Prime Video Channels (via ADN) le 30 janvier 2023,.
La version japonaise « intégrale » est pour la première fois mise à disposition avec des sous-titres français sur Crunchyroll, le 21 janvier 2021 ; en vidéo à la demande gratuite jusqu'au 31 août 2022 puis en SVOD payante ; dans une remasterisation en haute définition (produite par la société Happinet en 2015) avec une traduction de Titrafilm.

#### Marathonmon(2020)
Le marathon spécial Digimon, ou « Marathonmon », est un événement de vingt-trois heures ininterrompues sur la plateforme Twitch destiné à la diffusion des 54 épisodes de la première saison Digimon en version française, du 19 jusqu'au 20 septembre 2020, avec une introduction de l'animateur Sébastien-Abdelhamid, de Ayami Michelle et de plusieurs entractes. Il a été organisé par l'agence de communication EveryOne avec la plateforme de vidéo à la demande ADN, à l'occasion de la sortie nationale de Digimon Adventure: Last Evolution Kizuna dont les cinq premières minutes du film y ont été présentées (en version originale sous-titrée) en avant-première après le dernier épisode,.
Le « Marathonmon » est un succès en rassemblant 379 308 spectateurs uniques, pour une moyenne de 3 937 spectateurs. De 17 h à 2 h, les premiers épisodes ont rassemblé plus de 5 000 personnes en moyenne avec un pic à 6 500, tandis que de 3 h à 15 h 30, la moyenne était de 3 189 spectateurs, avec un pic à 7 900,.

#### Sorties vidéo
La parution de treize cassettes vidéo par Toei Video débute au Japon pendant la diffusion du dessin-animé à la télévision. La première cassette vidéo composée de quatre épisodes est proposée à la location le 10 septembre 1999, puis à la vente le 21 janvier 2001, elle est suivie par de nombreux autres volumes, et saisons sous format DVD. Un coffret DVD paraît par Bandai Visual le 23 juillet 2004 et est réédité par Happinet le 21 décembre 2007 ; une première remasterisation upscale en haute définition est commercialisée le 3 mars 2015 au Japon dans un coffret Blu-ray par le distributeur Happinet.
En Amérique du Nord, la première cassette vidéo, Digimon: Digital Monsters - The Birth of Greymon, est commercialisée le 2 novembre 1999 et le premier DVD, le 5 décembre 2000, par 20th Century Fox. Du côté australien, c'est la société Madman Entertainment qui se charge de la vente des DVD. Le 15 mars 2022, Discotek Media annonce une édition Blu-Ray de la série en anglais et en version originale dans deux coffrets distincts ; une nouvelle remasterisation haute définition réalisée par la société américaine AstroRes pour une sortie le 27 décembre 2022.
En France, TF1 Vidéo édite la série en cassettes VHS et en DVD à partir du 7 mars 2001, au prix de à 99 francs, jusqu'au 36e épisode pour un total de neufs VHS et DVD unitaires contenant sur ces deux supports, quatre épisodes. Les volumes unitaires 1 à 3 sont présentés sous la dénomination L'Édition Jaune, et les volumes 4-6 sous la dénomination L'Édition Bleue. « Digimon - Rien ne pourra les arrêter ! - Volume 4 à 6 », est un pack VHS Digimon qui sort le 24 octobre 2001 et qui contient les éditions unitaires VHS des éditions TF1 Vidéo. Un unique pack-box DVD des éditions de TF1 Vidéo sort également, contenant les trois premiers volumes unitaire (pour douze épisodes). Un set de cartes Bandai était joint au dossier de présentation presse, mais pas dans les DVD à la vente.
| Titre                                                                                  | Nombre d'épisodes | Dates de sortie VHS/DVD                   | Dates de sortie VHS/DVD        |
| Titre                                                                                  | Nombre d'épisodes | Secam (VHS) / PAL Zone 2 (dont la France) | Nombre de disques et cassettes |
| -------------------------------------------------------------------------------------- | ----------------- | ----------------------------------------- | ------------------------------ |
| Digimon volume 1 - Digimonde nous voilà !                                              | 4                 | 7 mars 2001                               | 1                              |
| Digimon volume 2 - Les Digisauveurs...                                                 | 4                 | 7 mars 2001                               | 1                              |
| Digimon volume 3 - Vers le Mont de l'Infini                                            | 4                 | 7 mars 2001                               | 1                              |
| Digimon - volumes 1-3 (Pack DVD)                                                       | 12                | 7 novembre 2001                           | 3 disques                      |
| Ce pack de TF1 Vidéo contient les trois premiers DVD unitaires, dit l'Édition Jaune.   |                   |                                           |                                |
| Digimon volume 4 - La Légende des Digimon                                              | 4                 | 13 juin 2001                              | 1                              |
| Digimon volume 5 - Les prisonniers de la pyramide                                      | 4                 | 13 juin 2001                              | 1                              |
| Digimon volume 6 - Rencontre avec Kari                                                 | 4                 | 13 juin 2001                              | 1                              |
| Digimon - Rien ne pourra les arrêter ! - Vol. 4-6 (Pack VHS)                           | 12                | 24 octobre 2001                           | 3 cassettes                    |
| Le pack de TF1 Vidéo contient les volumes 4 à 6 unitaires en VHS, dit l'Édition Bleue. |                   |                                           |                                |
| Digimon volume 7 - Le Pouvoir des cartes                                               | 4                 | 22 août 2001                              | 1                              |
| Digimon volume 8 - Retour sur terre                                                    | 4                 | 22 août 2001                              | 1                              |
| Digimon volume 9 - L'Enfant mystère                                                    | 4                 | 22 août 2001                              | 1                              |

En 2007, LCJ Editions sort des coffrets « intégrale de Digimon » (soit, des trois premières séries doublées) en commençant avec un premier coffret de cette première saison, contenant les vingt premiers épisodes, suit un deuxième coffret avec en visuel les héros de la deuxième saison mais contenant vingt autres épisodes de la saison 1, et un troisième coffret pour vingt-trois épisodes, toujours à l'effigie de la saison 2, mais contenant les quatorze derniers épisodes de cette première saison. La sortie de la troisième saison pour la première fois en vidéo en France dans les coffrets « 5, 6 et 7 » est camouflée par une communication et des coffrets arborant les visuels des 2e saisons et des menus restant ceux à l’effigie de la saison 1 ; bien que ce soit une saison sans aucun lien avec les deux premières.
Vingt-six épisodes de la première saison ressortent également en six DVD unitaire chez LCJ Editions, en 2008 et 2011 :
| Titre | Nombre d'épisodes | Dates de sortie (DVD)   | Dates de sortie (DVD) |
| Titre | Nombre d'épisodes | Zone 2 (dont la France) | Nombre de disques     |
| --- | ----------------- | ----------------------- | --------------------- |
| Tout commença ainsi... | 4                 | 11 mars 2008            | 1                     |
| Le Mal se dévoile | 4                 | 11 mars 2008            | 1                     |
| Combat glacial | 4                 | 11 mars 2008            | 1                     |
| L'Arrivée de SkullGreymon | 4                 | 19 février 2011         | 1                     |
| Le Prisonnier de la pyramide | 4                 | 19 février 2011         | 1                     |
| Les Champignons de l'oubli | 4                 | 19 février 2011         | 1                     |
| Coffrets DVD (intégrale - version française) |                   |                         |                       |
| Digimon - coffret 1 | 20                | 16 avril 2007           | 5                     |
| Le coffret ne contient pas l'intégrale de la saison 1, mais les 20 premiers épisodes. |                   |                         |                       |
| Digimon - coffret 2 | 20                | 18 janvier 2008         | 5                     |
| Le coffret aux visuels de la saison 2, ne contient que les épisodes 21 à 40 de la saison 1.                                                                                                   |                   |                         |                       |
| Digimon - coffret 3 | 23                | 16 avril 2009           | 5                     |
| Le coffret aux visuels de la saison 2, contient les 14 derniers épisodes de la saison 1. (La troisième saison Digimon Tamers est commercialisée dans les coffrets 5, 6 et 7 de LCJ Editions). |                   |                         |                       |

### Films
Les premiers métrages Digimon sont produits et distribués pour la Toei Anime Fair, des événements au Japon destinés aux enfants consistant en un double ou triple programme de courts métrages d'animation afin de promouvoir les animés Toei du moment,. Le premier court métrage de Digimon, Digimon Adventure, sort le 6 mars 1999 pour l'événement '99 Spring Toei Anime Fair afin de promouvoir la série télévisée homonyme diffusée le lendemain matin ; les deux personnages Tai et Kari Kamiya voient apparaître un digi-œuf se matérialisant depuis leur ordinateur puis laissant éclore un monstre anthropomorphe se révélant par la suite être un Digimon,,. La production est réalisée avant les décisions finales concernant la série télévisée et est soumise à diverses exigences des exécutifs du projet multimédia Digimon. Le deuxième court métrage, Bokura no Uō Gēmu! sort le 4 mars 2000 pour le Toei Animation Spring 2000, et montre les protagonistes luttant contre un virus informatique sous le nom de Diaboromon, ayant pris le contrôle mondiale d'Internet. Ils se doivent d'arrêter ce virus avant qu'il ne lance une frappe nucléaire sur la ville dans laquelle les protagonistes vivent,.

#### Digimon, le film

Les deux premiers métrages ont ensuite été adaptés, regroupés et intégrés dans un projet cinématographique américano-japonais, intitulé Digimon, le film, une version internationale de quatre-vingt-cinq minutes produite par Saban Entertainment et composite de ces 2e courts métrages promotionnels et du 1er métrage de Digimon 02. Celui-ci procède à plusieurs changements dans le ton, les dialogues et l'intrigue afin de former un tout cohérent en raison d'obligations contractuelles avec Toei Animation et Bandai, la production commence après que la 20th Century Fox ait souhaité proposer un long métrage de la franchise Digimon, ce qui n'existait pas au Japon. Davantage de dialogues sont intégrés, l'écriture est conforme au style plus punchy et à l'humour plus nerveux de la série animée en Amérique du Nord et en France.
Digimon, le film est distribué en octobre 2000 par la 20th Century Fox aux États-Unis,, et est un succès au box-office, en rapportant plus de 16 millions de dollars dans le monde (équivalent à plus de 29 millions de dollars en 2022) pour un budget de production de 5 millions de dollars. Lorsque le film sort en France le 4 avril 2001, cette distribution de UFD devient le 8e film d'animation japonais à licence dans le box office français (jusqu'en 2013) avec près de 90 000 entrées. Un court métrage avec Angela Anaconda et ses amis précède le film. À l'occasion, les bandes originales, accompagnées de cassettes vidéo et DVD ont été commercialisés. Digimon, le film est accueilli plus positivement des fans et du public que des critiques, et a depuis acquis un petit statut de film culte,,.
Il reste le projet cinématographique le plus rentable de la franchise en juillet 2023 et la bonne relation tissée avec les fans aux États-Unis, ainsi que la popularité du film auprès du grand public permettent à Discotek Media d'annoncer l'acquisition des droits pour une toute première édition en Blu-ray — ainsi qu'une parution des trois premiers films japonais de la franchise en version originale et doublée, avec le ton et le casting historique de Digimon, le film en produit d'appel,.

#### Digimon Adventure tri.

Pour célébrer le 15e anniversaire de la série, six OAV Digimon Adventure tri. sortent dans une dizaine de cinémas au Japon pendant trois semaines, en tirage limité Blu-ray et en distribution payante, de novembre 2015 à mai 2018,. Il s'agit d'une suite relatant les principaux protagonistes désormais âgés de dix-sept ans, et élèves au lycée. Les OAV, initialement présentés en épisodes simultanément avec Crunchyroll dans les pays anglophones, seront également localisés avec un doublage en anglais et en allemand à des fins événementielles ou pour une exploitation direct-to-video ; la Toei présente le projet aux professionnels du secteur plusieurs années de suite, sans toutefois parvenir à le vendre à d'autres marchés,,. Adventure tri. est violemment accueillie par la critique et le journal français Le Monde pour son manque d'ambition, « la résonance a été moindre et la concurrence rude sur cet univers », néanmoins son premier opus est un succès commercial à son échelle (230 millions de yens), avant un fort affaissement des recettes, jusqu'à 130 millions de yens en moins. En France, les vingt-six épisodes sont distribués en SVOD sur ADN le 5 mai 2020, en version japonaise sous-titrée en français.

#### Digimon Adventure: Last Evolution Kizuna

Pour célébrer le 20e anniversaire de la série, le film Digimon Adventure: Last Evolution Kizuna sort dans les cinémas japonais en février 2020, et est exploité dans une quarantaine de pays, dont la France en distribution événementielle par CGR Events,. Cet ultime volet de la saga est présenté au Grand Rex de Paris, le 22 septembre 2020,. La France est le premier pays à diffuser le film, le 24 septembre 2020 sur l'ensemble de son territoire après l'Asie,, avec une à deux séances par cinéma dans près de deux cents salles. En trois jours d'exploitation à pleine échelle, le film enregistre des chiffres de fréquentation supérieurs à ceux de l'Italie et du Portugal (près de 4 000 entrées),,, un 1er bilan relativement positif pour le distributeur en pleine crise de la pandémie de Covid-19 avec une audience des salles en baisse de 70 %, il connaît ensuite quelques séances supplémentaires,. Néanmoins, cette sortie divise son public cible d'après le Journal du Japon, dans une adaptation doublée sans les voix des personnages de la série télévisée, le film échoue à s'insérer au fil des années dans le parcours actif de la franchise en France,.
Last Evolution Kizuna est peu remarqué par les critiques de cinéma, recevant des retours positifs principalement de la presse nord-américaine consacrée à la pop culture et aux animes, qui saluent l'exécution douce-amère des thèmes du long métrage. En Europe, les experts cinéma sont plus sévères, notamment à l'égard de ses dialogues chargés et d'une approche stylistique susceptible de perdre un large public,. En raison de son exploitation en sorties limitées dans la plupart des pays du monde, et de l'absence de sortie en salle aux États-Unis due à la pandémie de Covid-19, la grande majorité de ces recettes proviennent respectivement de la Chine (plus de 19 millions US $), du Japon et de Hong Kong,,. Une forte performance en lien avec les réouvertures des cinémas liées à la pandémie dans diverses régions d'Asie,,. Il connaît un succès plus modéré hors des frontières asiatiques ; avec moins de 40 000 entrées en Europe. Il connaît un succès notable aux États-Unis, écoulant plus de trente mille copies Blu-ray en une semaine de commercialisation, réalisant ainsi la 3e meilleure performance du pays,,.

### Mangas
Digimon Adventure V-Tamer 01 (デジモンアドベンチャーVテイマー01, Dejimon Adobenchā V-Teimā 01) est un manga qui parait pour la première fois le 21 novembre 1998 dans les pages du magazine japonais V Jump. Il est écrit par Hiroshi Izawa et est dessiné par Tenya Yabuno en cinquante-huit chapitres, pour neuf tomes commercialisés jusqu'au 21 août 2003. Bien que ce manga Digimon Adventure intronise le personnage de Tai, il ne s'agit ni d'un manga dérivé de la série animée, ni du même personnage figurant dans la série télévisée.
Hors des frontières japonaises, une adaptation en manhua de la série télévisée est publiée initialement dans les pages du CO-CO! Magazine, illustrée par l'auteur chinois Yuen Wong Yu, et est distribuée par la maison d'édition Tokyopop en partenariat avec Disney Publishing Worldwide ; elle est commercialisée fin 2002, au Singapour et en Amérique du Nord. Avec deux éditions en anglais en 2003, la bande dessinée est basée sur les scripts des épisodes, bien que légèrement abrégés.

### Bandes-dessinées et romans
Aux États-Unis, la maison d'édition Dark Horse Comics obtient les droits de licence pour lancer la publication mensuelle, d'un comic-book homonyme indépendant entre mai et septembre 2000 adaptant l'arc Devimon, soit les treize premiers épisodes de la série animée. L'histoire est écrite par Daniel Horn et Ryan Hill, et illustré par Daniel Horn et Cara L. Niece.
En Europe, un comic-book similaire est créé en Allemagne, puis au Royaume-Uni via la maison d'édition Panini Comics, jusqu'en 2004 environ. En France, cette adaptation est traduite depuis Issy-les-Moulineaux et parait mensuellement de 2000 à 2004 dans le magazine Digimon, paru en quarante-huit numéros en France entre octobre 2000 et septembre 2004, adaptant en comics cette première saison en quatorze numéros. Mensuellement publié par Dino Entertainment, Dino+ et Panini Comics. La version reliée des premiers chapitres de la bande-dessinée du mensuel Digimon, La Digi-BD !, est éditée chez Dargaud de 2001 à 2002 en quatre tomes. L'anime comic Digimon Anime Manga, est paru chez Dino Panini en cinq tomes en 2001 en France. Digimon Adventure Stage sort en 2000 au Japon, les Anime Comic par SoftBank et Flex Comic.
Digimon Le Roman Jeunesse est paru en quatre tomes chez Gallimard Jeunesse en France, une adaptation par John Whitman, A. Ryan Nerz et J.E. Bright. Digimon Adventure: Shōsetsu (デジモンアドベンチャー小説) sort également au Japon, et est une adaptation de la série animée à l'écrit par le réalisateur de la série, Hiroyuki Kakudō et l'un des scénaristes, Hiro Masaki.
À l'occasion de la sortie de Digimon Adventure: Last Evolution Kizuna, une adaptation en light novel de Ryōsuke Maki sort le 7 février 2020 chez Mirai Bunko et dans une déclinaison jeunesse de Asahi Kawabata chez Dash X Bunko.

### Produits dérivés

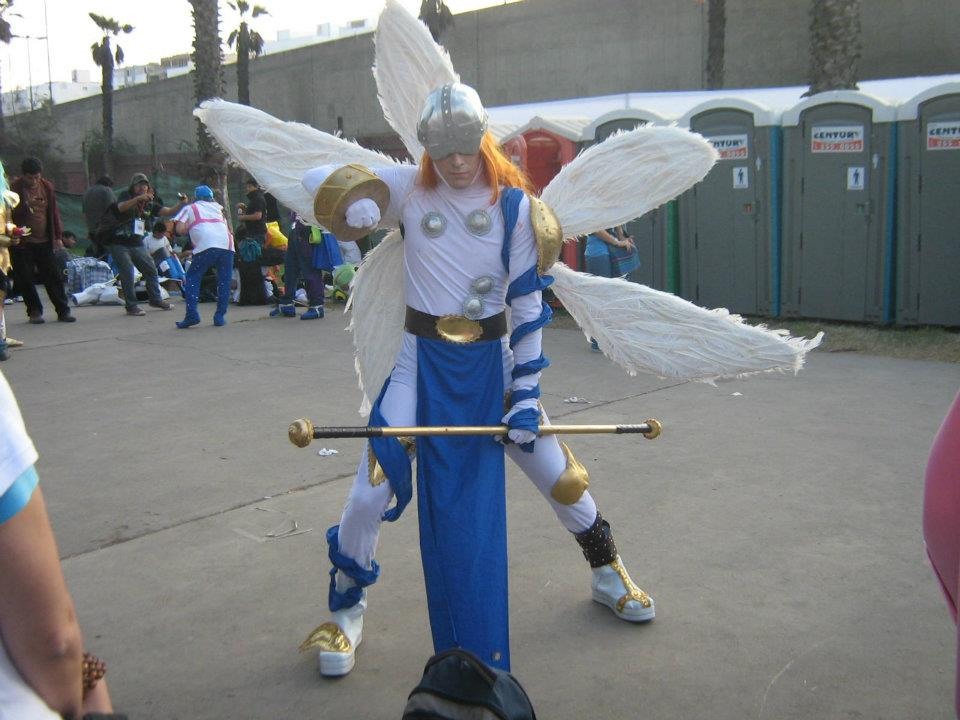
Costume à l'effigie d'Angemon, le partenaire Digimon de T.K..

De nombreux produits dérivés à l'effigie de Digimon Adventure ont été commercialisés au Japon ciblant principalement un public enfant, incluant jeux vidéo, jouets, mangas,, films d'animation,, cassettes vidéo, DVD, singles, compilations musicales, magazines, comics, vêtements, chaussures, peluches, figurines, cartes à jouer ou encore ballons de sport.
La vente de jouets s'étend par la suite à l'international avec principalement la contribution de la branche commerciale de Bandai dont les ventes des produits Digimon augmentent de 150 %, soit ¥ 10 milliards jusqu'à mars 2001 aux États-Unis, Digimon devient l'une des importations japonaises dont la propagation a été la plus immédiate. De nombreux produits dérivés ont été commercialisés incluant jouets, peluches,, cartes à collectionner, mangas, magazines, costumes, fournitures scolaires, gadgets, accessoires, albums, cassettes, DVD (voir section Sortie vidéo), et jeux vidéo,. Plus de 7 000 sociétés commerciales spécialisées dans les jouets ou l'alimentaire telles que Toys “R” Us et Taco Bell profitent de la popularité de la série en rachetant la licence afin de l'attribuer à leurs produits,. Jusqu'au 15 novembre 2000, Taco Bell, en partenariat avec Saban Entertainment, fait la promotion aux États-Unis de Digimon, le film. De mai 2000 jusqu'en 2003, un magazine indépendant est initialement distribué par Dark Horse Comics au Royaume-Uni,. Digimon doit une part de sa popularité aux cartes à jouer et à collectionner qui s'avèrent être les mieux vendues dans les marchés japonais et américains au début des années 2000,, principalement ciblées par les enfants âgés entre 7 et 12 ans, ainsi qu'au jouet Digivice, qui sont les premiers produits à s'épuiser en magasin, et qui cible principalement les enfants âgés entre 4  et   9 ans. En 2001, la vente totale des jouets dérivés atteignent plus de 100 millions $ dans les marchés américains. Les figurines Digimon par Bandai avaient une part de marché d'environ 50% et était le deuxième jouet le plus vendu en Allemagne; la page allemande Digimon comptait plus de deux millions de vues par mois et Digimon était l'une des propriétés pour enfants les plus fructueuses du pays.
En France, en plus des jouets de la gamme Bandai, plusieurs marques s'associent pour produire divers produits à l'effigie de la série et ses héros avec la compagnie News Corp. Des autocollants, des jouets, des images à collectionner, des concours avec Majorette, McDonald's France, Kellogg's, Bonux, Candia, Chupa Chups, Lutti, Oasis, la Vache qui Rit ou encore les goûters LU. Des jouets électroniques, des jeux de sociétés, des puzzles sortent chez Lansay, Ravensburger ou encore Joustra; et Mad Hatter's au Québec. Différentes publications paraissent chez Gallimard, Dargaud, Dino, Piccolia ; ou encore Panini, avec également des albums qui peuvent être complétés par des autocollants ; des albums similaires publiés par Magic Box en Belgique et des pogs venant également de Magix Box. Ainsi que Zavico pour des peluches, des réveils, Jemini pour des peluches de différentes sortes, des sacs à dos et autres accessoires de rangements, Kid Maniak pour des cartables, Zeon pour des montres, pendules et des réveils, Loisiland pour des accessoires de bains, Stamp pour des bicyclettes, trottinettes, skateboard et accessoires de protections ou encore Rubie's France pour des déguisements. Des parures de lit, des aimants, des chewing-gums, des timbres, des tirelires, des plumiers, des cahiers scolaires, des chaussures, des fèves,, des pendentifs, des pin's ou encore des porte-clés sont également les nombreux objets mis sur le marché, notamment en France.
D'après le site Yahoo! en 2001, la police italienne aurait mis la main sur un grand nombre de jouets Pokémon, Digimon et Dragon Ball de contrefaçon. Ils auraient été illégalement importés de Chine et saisi à l'aéroport Fiumicino de Rome. Un policier rapporte que « les jouets étaient pas dans les normes et dangereux pour les enfants » et ajoute que « les exportateurs chinois, complices d'importateurs italiens, auraient fixé des autocollants « Fabriqué en Europe ». ».
En janvier 2023, après trois ans d'indécision et une mise sur le marché avortée de plusieurs jouets dérivés, la branche française de Bandai relance la marque Digimon: Digital Monsters avec une gamme de jouets articulés dérivée de la série animée en grande distribution, les Anime Heroes. À cette période, AbyStyle lance également ses produits dérivés Digimon sur le marché français.

### Jeux vidéo, logiciels dérivés
Dans le domaine vidéoludique, de nombreux jeux sont commercialisés, dont quelques-uns relatant la série. Un premier jeu sur l'univers de Digimon Adventure s'intitule Digimon Adventure: Anode Tamer et est commercialisé au Japon le 16 décembre 1999 sur console WonderSwan qui sera suivi par une suite intitulée Cathode Tamer le 20 janvier 2000,. Entre-temps, Digimon Adventure 02: Tag Tamers paraît le 30 août 2000, intronisant pour la première fois les personnages de Ryo Akiyama et Ken Ichijouji. Par la suite, d'autre jeux vidéo sont commercialisés relatant les personnages humains et/ou Digimon de la première saison, tels que les Digimon Rumble Arena sur console PlayStation. Le 11 juin 2012, la présence de personnages de la première saison tels que Tai et Sora dans le jeu vidéo Digimon World Re:Digitize est dévoilée dans le magazine V Jump,. Plus tard, le jeu vidéo Digimon Adventure, retraçant le scénario de la série et de ses films dérivés, est commercialisé au Japon le 17 janvier 2013,.
En France, Digimon Comic and Music Maker de Magix est un logiciel de montage localisé et doublé en français sorti en 2001 sur PC. Le DigiQuizz de Net-Lines, une série de dix mini-CD-ROM rectangulaires à collectionner est lancée en France au début des années 2000, présentant chacun l'un des huit protagonistes de la première saison (et également de la seconde itération), incluant un flipper articulé avec quiz avec trois chances par partie d'atteindre le niveau ultime et de débloquer quarante illustrations à imprimer.

### Musiques
Takanori Arisawa est le compositeur musical de la version japonaise. Le générique de début s'intitule Butter-Fly de Koji Wada, avec des paroles de Hidenori Chiwata, une musique de Hidenori Chiwata et des arrangements de Cher Watanabe. Le générique de fin est I Wish, interprété par Ai Maeda, avec des paroles et Yoshiko Miura, une musique de Yoshihisa Shirakawa et avec des arrangements de Katsumi Horii. Le second générique de fin, Keep On, est interprété par Ai Maeda, avec des paroles de NK, une musique de Naoto Kine et des arrangements de Kine et de Koichi Yuasa.
Les compositeurs derrière la version américaine et française sont Shuki Levy, Kussa Mahchi, Paul Gordon, Deddy Tzur et Andrew R. Muson. Le générique de la série en français s'intitule simplement Digimon, interprété par Claude Vallois (C. et C. Vallois), avec des paroles d'Alain Garcia, et une musique de Paul Gordon. Le générique de fin est Digimon Theme (Instrumental) de Paul Gordon, également thème de la digivolution. Gordon est l'auteur, le compositeur et l'interprète des pistes de la bande originale américaine entendues en tant qu'instrumentales dans la version française.
Hey Digimon est interprété par Paul Gordon avec des paroles de Gordon, Shuki Levy, Kussa Mahchi ; la version chantée en anglais est utilisé dans le dernier épisode en français. Le 25e épisode comprend le morceau Pour ShogunGekomon avec des paroles de Michael Sorich, et le 42e épisode comprend le morceau La Chanson d'un chat affamé avec des paroles de Jeff Nimoy.
Nombre de singles et compilations musicales ont été commercialisés, la majorité de ces morceaux ayant été chantés par Kōji Wada et Ai Maeda (AiM). Le générique de début original s'intitule Butter-Fly et commercialisé le 23 avril 1999 sous forme de single commercial, a atteint le numéro 47 au classement des singles de l'Oricon Weekly. Au Japon, plusieurs dramas audio sont édités sur CD entre 1999 et 2000, incluant par ailleurs des chansons. En France, à l'occasion de la sortie du film, une bande originale composée par plusieurs interprètes a été commercialisée,.

## Distribution

### Voix françaises
Doublage réalisé à la SOFI à partir de l'adaptation américaine de Saban Entertainment. L'adaptation française est de Christine Fau, Sophie Blanchard-Morizot, Patricia Llense, Gérard Salva, Alain Salva, Marie Roberts, sous la direction artistique de Maurice Sarfati.
- Donald Reignoux : Taichi « Tai » Kamiya, Gazimon #1
- Annabelle Roux : Sora Takenouchi, Palmon (Tanemon, Lilymon), Yokomon, LadyDevimon
- Antoine Nouel : Angemon, Narrateur (épisodes 33-34), Whamon, Elecmon, SaberLeomon
- Alexis Tomassian : Yamato « Matt » Ishida, Gomamon (Bukamon, Ikkakumon, Zudomon), cousin de Sora
- Marie-Eugénie Maréchal : Takeru « T.K. » Takaishi, Kari Kamiya, Biyomon[305] (Yokomon, Birdramon)
- Natacha Gerritsen : Koushiro « Izzy » Izumi, Patamon (Poyomon, Tokomon), Gazimon #2, Numemon, Floramon
- Michèle Lituac : Mimi Tachikawa, Gatomon (Salamon, Angewomon), Yuuko Kamiya
- Franck Tordjman : Joe Kido, Jim Kido (voix 2), Centarumon (voix 2), Bakemon
- Hervé Rey : Agumon (Koromon, Greymon, SkullGreymon), Gabumon[306] (Tsunomon, Garurumon), Chuumon
- Thierry Bourdon : Tentomon (Motimon, Kabuterimon, MegaKabuterimon), Meramon, Unimon, Gazimon #3, MetalSeadramon, Andromon (voix principale), Jim Kido (voix 1)
- Michel Prud'homme : Devimon, Myotismon (VenomMyotismon), Gennai, MagnaAngemon, Centarumon (voix 1), Kokatorimon, Vademon, WaruMonzaemon
- Gérard Surugue : Leomon, WarGreymon, DemiDevimon, Wizardmon, Phantomon, Puppetmon, Machinedramon, Apocalymon, Frigimon, Monzaemon, Drimogemon, Gotsumon
- Renaud Durand : Etemon (MetalEtemon), Piedmon, Vegiemon, Dokugumon, SkullMeramon, Keisuke Tachikawa
- Érik Colin : le narrateur principal, Metalgarurumon (Weregarurumon), Ogremon, Hiroaki Ishida, Mojamon, Datamon, Digitamamon, ShogunGekomon, Togemon (voix principale), Sukamon, Gennai (jeune)
- Valérie De Vulpian : Toshiko Takenouchi, Nancy Takaishi, Satoe Tashikawa (voix principales)
- Maurice Sarfati (épisodes 2-8) : Greymon, Birdramon, Togemon, Masami Izumi
- Régis Lang : Andromon (épisode 5)

### Voix japonaises
- Toshiko Fujita : Taichi Yagami
- Yuto Kazama : Yamato Ishida
- Yūko Mizutani : Sora Takenochi
- Umi Tenjin : Koshiro Izumi
- Ai Maeda : Mimi Tachikawa
- Masami Kikuchi : Joe Kido
- Hiroko Konishi : Takeru Takaishi
- Kae Araki : Hikari Yagami
- Chika Sakamoto : Agumon
- Mayumi Yamaguchi : Gabumon
- Atori Shigematsu : Piyomon
- Takahiro Sakurai : Tentomon
- Kinoko Yamada : Palmon
- Junko Takeuchi : Gomamon
- Miwa Matsumoto : Patamon
- Yuka Tokumitsu : Tailmon
- Hiroaki Hirata : le narrateur

### Commentaires
Dans la version originale japonaise, de nombreuses voix ont été intentionnellement sélectionnées par les réalisateurs[passage promotionnel], « Chaque réalisateur avait sa vision des choses, certains aiment ne faire appel qu'à des comédiens expérimentés (...) mais nous avons senti que nous pouvions nous détendre avec des comédiens comme Toshiko Fujita et Chika Sakamoto déjà engagés en personnages principaux, pour nous lancer à l'aventure, pour trouver le reste du casting. »
Hiroyuki Kakudō, l'un des réalisateurs de la série et aimant le risque, avait demandé à entendre toutes sortes d'interprétations. Durant les auditions, il demandait à entendre chaque type de voix fournies par les 200 comédiens auditionnés dans le studio, et même lorsqu'un débutant était incertain sur son essai, il le complimentait en disant que « cette bizarrerie était ce qu'ils recherchaient ». « Si la série animée était remplie de voix que les gens étaient habitués à entendre, elle ne serait pas rafraîchissante et cela ferait croire à nos téléspectateurs que la série n'est pas différente des autres. Je voulais éviter cela. » Les voix principales ont été attribuées à des professionnels, tels que Masami Kikuchi et Umi Tenjin incarnant les rôles respectifs de Joe et Izzy, et les comédiens incarnant les voix secondaires changeaient au fil des épisodes,.

## Accueil
Digimon Adventure remporte un franc succès au Japon et hors des frontières. Durant la semaine du 18 au 25 mars 2001, la série atteint la première place au box-office japonais, accompagné de la série One Piece. Dès sa première parution en Amérique du Nord, la série est perçue comme une tentative de copier le succès que possède la franchise Pokémon de la branche commerciale Nintendo. Le magazine américain Entertainment Weekly, de son côté, décrit en blague Digimon comme la « pire tentative d'imitation de Pokémon » en 2000. Malgré les critiques, la série se place en tête d'audience sur l'échelle de Nielsen, surpassant Pokémon : Les Îles Oranges parmi les téléspectateurs âgés entre 2  et   11 ans. Le moteur de recherche Lycos liste Digimon à la cinquième place des phénomènes de mode en 2000, et classe le mot à la 35e place des recherches. Melissa Sternenberg, du site T.H.E.M Anime Reviews, accueille positivement Digimon Adventure, et cite dans son verdict que la série « est bien meilleure que ce que les gens pensent. »
Kevin T. Rodriguez, du site Examiner, attribue trois étoiles sur cinq à la série. Il explique « Je reste jeune dans l'âme donc je n'ai eu aucun mal à regarder ce dessin animé. Si vous deviez regarder une série avec vos gamins, celle-ci est l'une des rares qui leur font réfléchir un peu à la vie tout en les amusant. Cette saison a été un franc succès et d'autres saisons ont suivi. Cependant, maintenant que Digimon a la réputation d'être l'anti-Pokémon, la saison suivante a dû faire quelque chose d'encore plus poussé, et les créateurs ont pris une direction qui a surpris pratiquement tout le monde. », tout en exprimant des doutes sur l'adaptation anglophone (texte, coupures, mixage...) malgré les qualités constatées (les comédiens, le compositeur...). Neil Lumbard, rédacteur du site DVD Talk, recommande la saison, en lui attribuant un 4,5/5 étoiles. Pour lui, « Digimon est l'une des meilleures séries d'animation qui existent et c'est l'une des rares séries ayant conquises le cœur des enfants et qui a réussi à rester aussi crédible et touchante pour ce public pendant des années depuis que l'incarnation originale de la série se soit conclue. » Dans son verdict, il s'agit d'une « magnifique création : une série d'action magique que les téléspectateurs de tout âge peuvent apprécier. »
Benjamin Benoît, du journal Le Monde, la qualifie rétrospectivement de « dessin animé cher au cœur des enfants des années 1990 », « un peu plus que l’anti-« Pokémon » » avec « des qualités d’écriture qui compensent des faiblesses de dessin et d’animation », en soulignant les « thématiques fortes et peu simples à aborder pour des enfants » de la série et un générique français aux paroles naïves mais identifiables par la plupart des enfants qui succèdent à la « génération Club Dorothée ». Dans les paroles du titre Le daron (2022) de Lorenzo, le père du rappeur — Jean Dujardin dans le rôle —, fait cadeau d'un « bob Digimon » à son fils.
Dans un sondage de popularité en ligne mené sur le site officiel japonais Digimon le 29 février 2000, Tai s'y classe 3e ; 6e, 4e et 5e. Matt, lui, s'y classe 1er,, (à trois reprises) et 4e. T.K. s'y classe 7e, 2e, 3e,. Dans ce même sondage, Mimi s'y classe 6e, 3e, 9e, 10e. Sora s'y classe 5e,, (à trois reprises) et 8e. Joe s'y classe 2e,, (à trois reprises) et 4e.
La série se classe 33e dans le « top 100 des scènes d'anime les plus fortes » avec le final et le premier épisode, et 10e dans le « Les 100 meilleurs anime japonais qui ont fait leurs preuves dans le monde » en 2004 dans l'émission annuelle « Japan's Best 100 » de TV Asahi. En 2005, l'anime se classe 55e dans le top 100 des meilleurs anime de TV Asahi et en 2006, 37e des meilleurs animes. La série se classe 18e dans le classement des téléspectateurs des « 100 meilleurs animes » de l'opération Nippon Anime 100, commémorant le 100e anniversaire du premier anime produit au Japon, et qui s'est déroulé de 2017 à 2018.